# Kristus-Koning
Kristus-Koning, ook gespeld als Christus-Koning, is een negentiende- en twintigste-eeuwse wijk ten noordwesten van het historisch centrum van de Belgische stad Brugge. Kristus-Koning wordt afgebakend door de stadsring van Brugge (het gedeelte Gulden-Vlieslaan - Koningin Elisabethlaan - Komvest) in het oosten, het kanaal Brugge-Oostende in het noorden, de industriezone Waggelwater in het westen en de Bevrijdingslaan in het zuiden. De wijk telt ca. 4.600 inwoners. De naam van de wijk is afgeleid van de parochie, die op zijn beurt verwijst naar de titel Christus Koning.

## Geschiedenis
Reeds vóór 1167 was er bewoning in het gehucht Scepstale, gelegen rond een waterput en de brug over de Leet (nu Oostendse vaart). Aan deze Scheepsdalebrug vestigden zich vooral ambachtslui en schippers.
In 1275 al behoorde dit gebied tot het Brugs grondgebied. Tussen 1275 en 1283 verwierf Brugge voor een aanzienlijk bedrag een ruime strook rond de stad, de Paallanden, zo genoemd door de afbakening met grenspalen. Hierdoor werden de wijken die buiten de stad waren ontstaan, waaronder ook de wijk Scepstale, onder de jurisdictie van de stadsschepenen gebracht. De voornaamste weg doorheen dit gebied was de "Scepstaleweg", nu de Scheepsdalelaan, die reeds in 1291 door de stad werd voorzien van kasseien. De toegankelijkheid van deze wijk werd verbeterd in 1397 door het bouwen van een steenen brughe te sceiptale over de Leet. Deze brug werd aangelegd door meestermetselaar Jan van Oudenaerde, die ook een aantal bruggen over de eerste stadsomwalling had gebouwd.
Het gebied staat gedeeltelijk afgebeeld op de kaart van Marcus Gerards, opgemaakt in 1562. Marcus Gerards tekende een open landschap met schaarse bebouwing, onder meer de kasteelmote van "Calkersleen". Vanaf de Ezelpoort vertrekt de Scheepsdalelaan. In de buurt van de Ezelpoort lagen de kloostergebouwen van de in 1468 aldaar gevestigde franciscanen-observanten. Na hun verhuizing in 1515 werden de gebouwen in gebruik genomen door de annunciaten. In 1578 werd het klooster samen met andere kerken en kloosters die buiten de Brugse stadsomwalling waren gevestigd om strategische redenen tijdens de godsdienstoorlogen afgebroken.
Op het einde van de 18e eeuw, tijdens de Franse overheersing, werd het gehucht Scepstaele bij het grondgebied van Sint-Pieters-op-den-Dijk gevoegd. Ferraris (1770-1778) tekende een nog altijd grotendeels onbebouwd gebied doorsneden door de Scheepsdalelaan. Volgens een afbeelding van Jan Karel Verbrugge van 1819 stond langs de Komvest tussen de binnen- en buitengracht een typische 18e-eeuwse woning met bijhorende watermolen die in 1769-1771 werd gebouwd.

### 19e eeuw: eerste aanzet tot nijverheid en bewoning

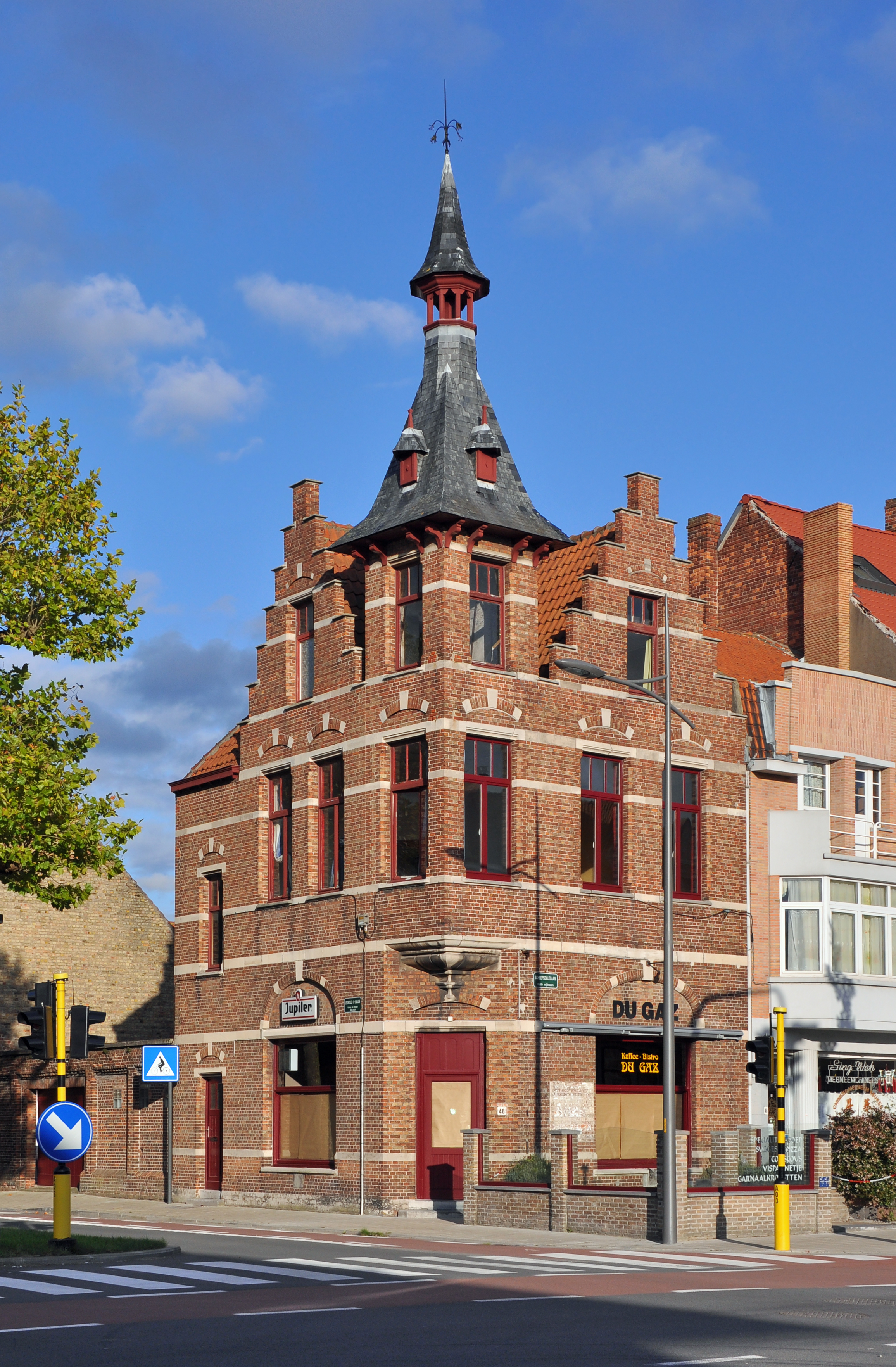
Het Grand Café du Gaz aan de Scheepsdalelaan.

In de loop van de 19e eeuw vestigden zich aan de oostzijde van de Scheepsdalelaan langs het kanaal Brugge-Oostende enkele bedrijven. In 1845 sloot Henri-Philippe Desclée een contract af met de stad voor de uitbouw van een stadsverlichtingsnet op gas. In een eerste fase werden de Brugse pleinen verlicht met gas in plaats van de bestaande olielantaarns. In een tweede fase kregen particulieren aansluiting op een gasnet. De gasfabriek groeide uit tot een groot gebouwencomplex tussen de Scheepsdalelaan, Kolenkaai, Zwaluwenstraat en Leopold II-laan.
Op een afbeelding van de Houtkaai van ca. 1882 zijn enkele herbergen en het grote complex van houthandelaar Serweytens dat zich uitstrekt tot aan de huidige spoorwegberm aan het Waggelwater te zien. In de buurt van de spoorwegbrug bevond zich toen ook nog een lijmfabriek.
Langs de Scheepsdalelaan ontstond ca. 1890 de bloemisterij Verpoorten-Geersens; op die plaats stond in de 18e eeuw een watermolen. Door het plan van Stübben moest het geheel onteigend en gesloopt worden.
Een aantal kapitaalkrachtige families vestigde zich in dit nog landelijke gebied. Aan de Houtkaai bevond zich tot 1975 het zogenaamde "Stockhouderkasteel" of "Emmaüskasteel" van de familie Serweytens. De familie De Brouwer van de gasfabriek bewoonde langs de Scheepsdalelaan het kasteel "Isola Bella" met een toegang aan de Filips de Goedelaan. Bij de verschillende tuinbouwbedrijven, langs of in de buurt van de Scheepsdalelaan, hoorde vaak een villa of landelijke woning.

### Brugge-Zeehaven
In de loop van de 19e eeuw voldeed de verbinding van Brugge met de zee via het kanaal Brugge-Oostende niet meer en zocht men een oplossing. Reeds vanaf de jaren zestig van de 19e eeuw bestonden er plannen om de Brugse haven uit te bouwen zoals in de buurlanden, waar grote haveninfrastructuurwerken plaatsvonden. In de jaren zeventig van die eeuw werd het project Brugge-Zeehaven gelanceerd. Deze kreeg concreet vorm door toedoen van de Gentse liberaal August de Maere. Hij zette zijn ideeën op papier in de brochure "D'une communication directe de Bruges à la mer". Dit was het startsein voor de beweging Brugge-Zeehaven.
De minister van Openbare Werken, Sainctelette, richtte in 1879 een studiecommissie op. Niettegenstaande deze commissie in 1882 bij meerderheid een negatief advies gaf, bleven de ideeën om een zeehaven uit te bouwen bestaan. Na talrijke inspanningen werden de Bruggelingen beloond. In 1890 belandde het project weer op de nationale politieke agenda. Door de economische crisis, die een groeiend aantal werklozen met zich meebracht, zette minister van openbare werken Léon De Bruyn enkele grootschalige projecten op stapel. Een ervan zou de uitbouw te Heist van een diepzee-, aanloop- en snelhaven zijn. Op 25 maart 1891 richtte de minister een commissie op met als doel een wedstrijd uit te schrijven voor het bouwen van een zeehaven te Brugge via Heist. Deze optie werd uiteindelijk niet genomen, want op 4 november 1892 viel de keuze op het ontwerp van de Franse groep Coiseau en Cousin. Dit plan voorzag een diepzeehaven in Zeebrugge met een strekdam van 2,5 km, een zeekanaal naar Brugge, en een binnenhaven in Brugge zelf. De uitbreiding van het Brugse grondgebied en de aanleg van de Kristus-Koningwijk werden noodzakelijk geacht. Er werd immers rekening gehouden met de komst van vele nieuwe werknemers voor de Brugse zeehaven.

### De aanleg volgens Stübben
In 1897 liet de stad Brugge uitbreidingsplannen opmaken door Auguste de Maere. Die vielen echter niet in de smaak bij Koning Leopold II, die persoonlijk de Duitse stedenbouwkundige Hermann-Josef Stübben inschakelde voor een alternatief ontwerp. De vorst betrok de Brugse burgemeester en de bevoegde schepen bij de opmaak van het nieuwe ontwerp, maar de Brugse gemeenteraad kon de inmenging van de vorst niet waarderen. De raad weigerde aanvankelijk het plan goed te keuren, temeer daar speculatief interessante blokken door Stübben voor groenaanleg werden gereserveerd en de stad daardoor potentiële inkomsten zag wegebben. Leopold II trad echter zeer 'kordaat' op en weigerde vanaf dan elk KB waarin de naam van de Stad Brugge opdook te ratificeren. Burgemeester Visart moest bemiddelen en overtuigde uiteindelijk de toenmalige gemeenteraad om te zwichten en zo de havenuitbreiding niet in het gedrang te brengen.
Voor het aanleggen van de haven en de stadsuitbreiding werd de gemeente Sint-Pieters-op-den-Dijk (1081 ha) aan de stad Brugge toegevoegd, evenals gedeelten van de gemeenten Sint-Andries (17 ha), Koolkerke (370 ha), Dudzele (446 ha), Uitkerke (57 + 78 ha), Heist (73 ha) en Lissewege (85 + 257 ha) aan de stad toegevoegd. De oppervlakte van Brugge groeide van 430 tot bijna 3.500 hectare. Het zuidelijk gedeelte van de parochie Sint-Pieters-op-den-Dijk werd het actieterrein van de stedenbouwkundige Hermann-Josef Stübben. Op die plaats ontstond de nieuwe parochie Kristus-Koning. Die kreeg ongeveer de vorm van een driehoek en werd afgebakend door: het kanaal Brugge-Oostende in het noorden, de IJzerstraat in het noordoosten, de Filips de Goedelaan, Koningin Elisabethlaan en de Komvest in het oosten, en het afleidingskanaal in het westen en zuiden.
Binnen het plan van Stübben vormde de Scheepsdalelaan de centrale as. Het gebied werd opgedeeld in zones met een specifieke functie. Langs het kanaal Brugge-Oostende en het afleidingkanaal voorzag hij industrie, maar deze bleef uiteindelijk beperkt tot het kanaal Brugge-Oostende. Langs het afleidingskanaal kwamen in plaats daarvan het Graaf Visartpark en de Maria van Bourgondiëlaan. Deze werden opgenomen in het zuidwestelijk gelegen residentiële wijkgedeelte met de Keizer Karelstraat, de Gouden-Boomstraat, de Karel de Stoutelaan en de Lauwerstraat. In het noordoosten, het gebied rond het Werfplein, de Dirk Boutsstraat, de Houthulststraat, de Zwaluwenstraat, de Veldmaarschalk Fochstraat en de Kardinaal Mercierstraat kwam een wijk voor ambachtslui en ambtenaren. Dit wijkgedeelte kreeg achteraf de naam Stübbenkwartier. In het noordwesten was er plaats voor goedkope woningen.

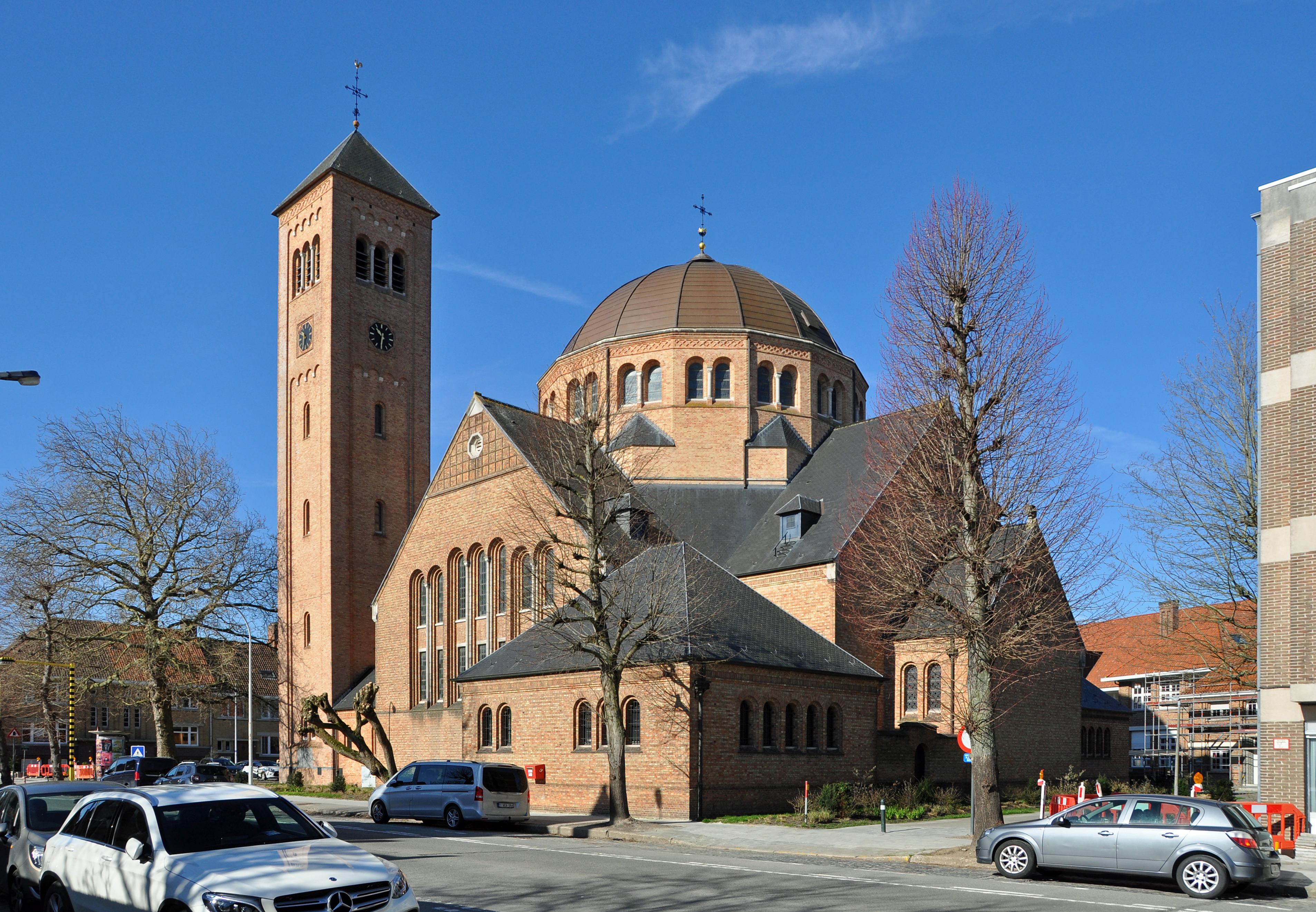
Christus Koningkerk.

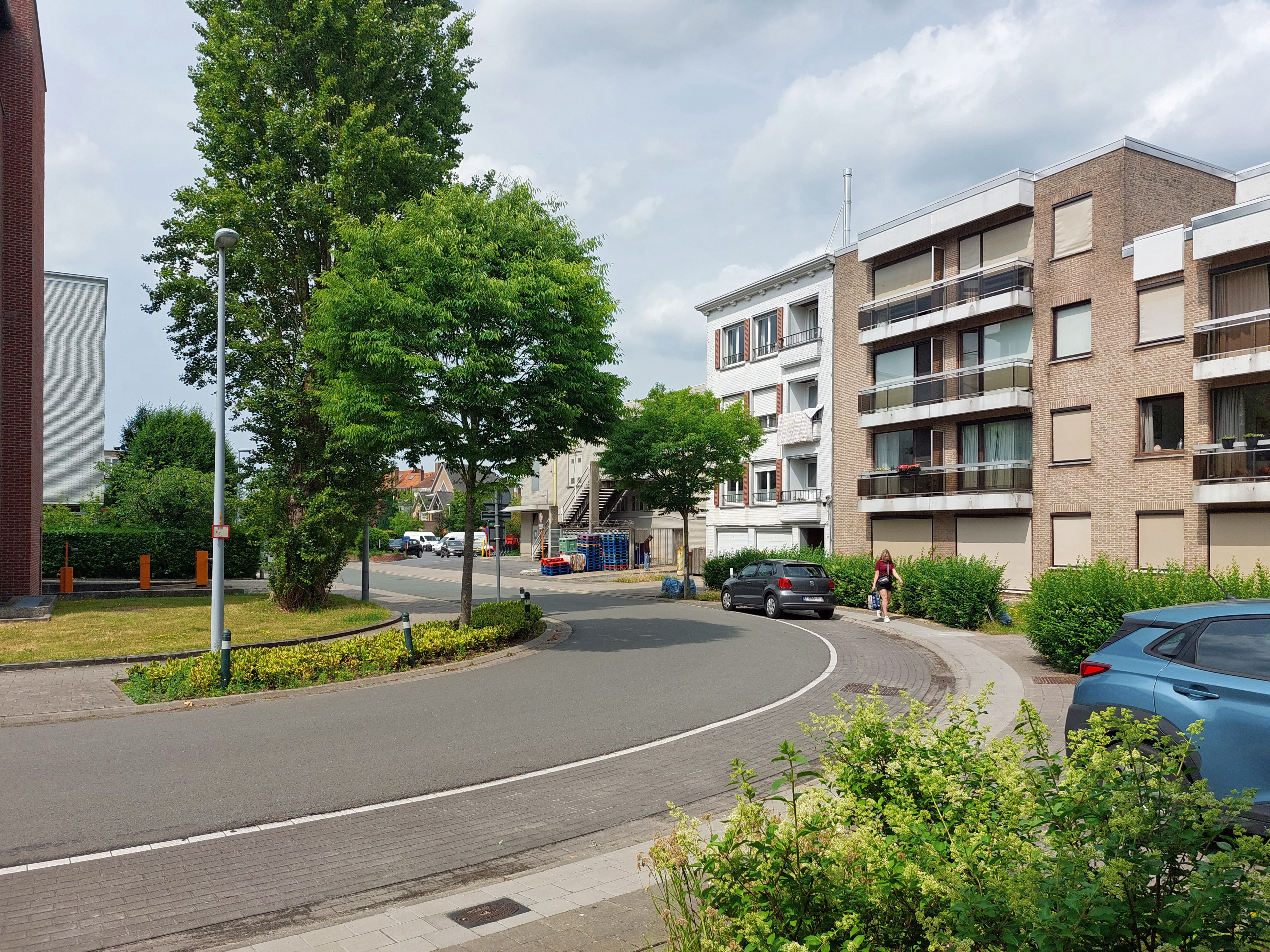
Emmanuel de Neckerestraat

Bepaalde terreinen werden bezet door tuinbouwbedrijven (cf. Gustave Vincke Dujardinstraat), drukkerij (Desclée de Brouwer) en de gasfabriek (cf. Kolenkaai). Er werden twee kerken voorzien, één in het oostelijk en één in het westelijk gebied. Enkel die in het westelijk gebied werd gerealiseerd (cf. Gerard Davidstraat).
De nieuw ontworpen wijk werd geïntegreerd bij de stad onder meer door de aansluiting op het reeds bestaande stratennet, waardoor een deel van de stadsomwalling werd gesloopt en de gracht gedempt.
Stübben had de nodige aandacht voor de groenaanleg. De huizen hebben vaak een voortuin. Hij voorzag ook een aantal pleinen. Het Werfplein was oorspronkelijk opgevat als gelegen voor een kerk. Dit plan werd echter niet uitgevoerd en het plein kreeg een functie als nutsplein. Rond de Ezelpoort werd een architectuur- met een beperkt verkeersplein gecombineerd. Voor de Christus Koningkerk kwam er geen plein, maar enkel een straatverbreding. En dan was er ook nog het Graaf Visartpark.

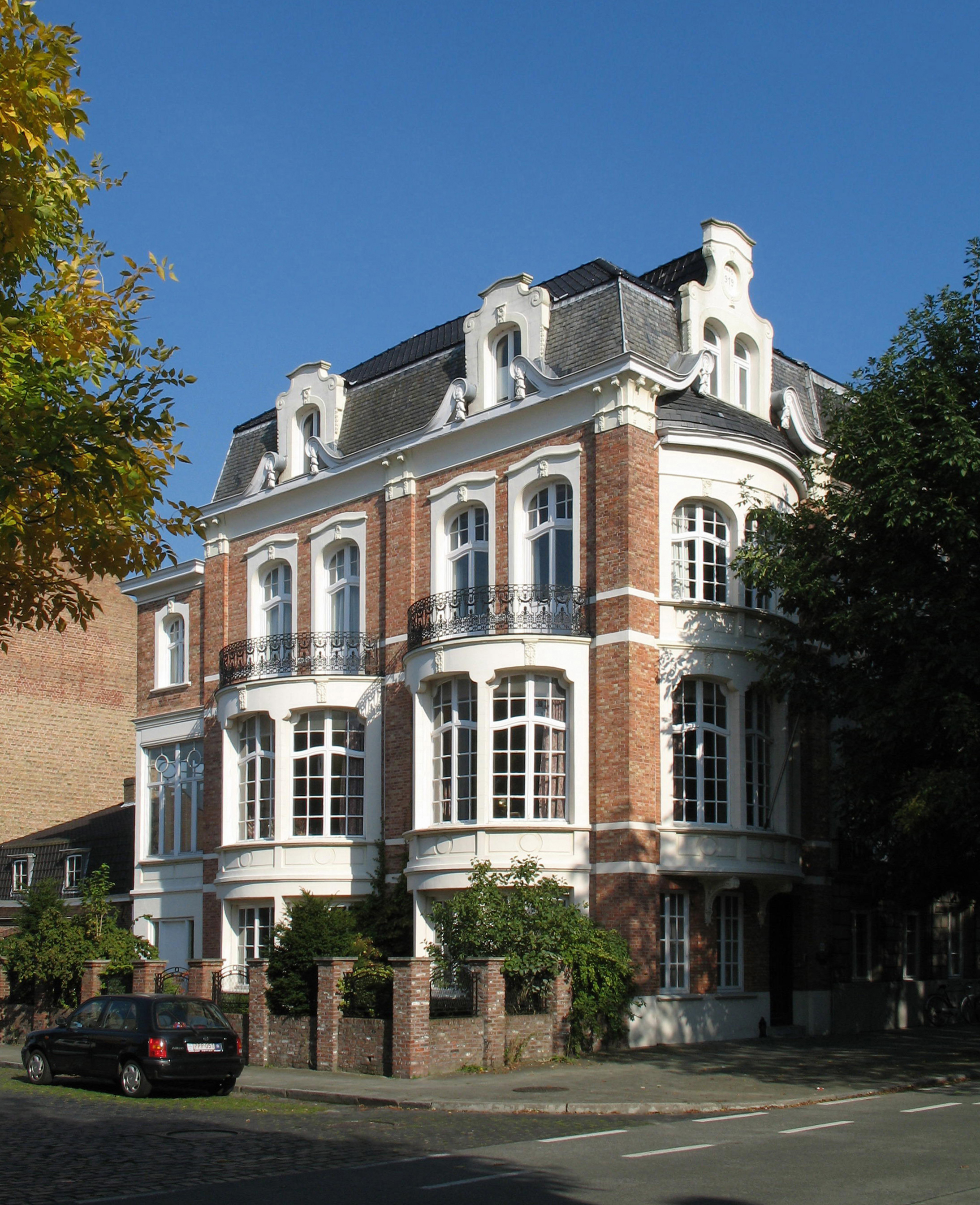
Herenhuis in Kristus-Koning (1913, architect: Alphonse De Pauw).

Bij de uiteindelijke realisatie werd het oorspronkelijk plan van Stübben op een viertal punten gewijzigd. De buitengracht tussen Ezelpoort en Dampoort werd in 1899 gedempt, maar de binnengracht ten westen van de Ezelpoort bleef behouden en kreeg in de volksmond de naam "Stil Ende". Voor de Filips de Goedelaan, de Koningin Elisabethlaan en de Komvest opteerde Stübben voor een halfopen en/of open bebouwing. Volgens het gemeentebestuur strookte dit niet met het gesloten karakter van de stad. De voorgestelde grootte van percelen werd ook niet goedgekeurd.

### Wijzigingen na de aanleg van Stübben
Het stratenpatroon aangelegd volgens Joseph Stübben onderging enkele wijzigingen in de tweede helft van de 20e eeuw. Op de gronden van de bloemen- en plantenkwekerij Gustave Vincke-Dujardin ontstonden na de verkaveling in 1959 de Emmanuel de Neckere-, de Gustave Vincke-Dujardin- en de Baron Joseph Ryelandtstraat.
De industriezone aan het kanaal Brugge-Oostende verloor aan belang. Na het stopzetten van de activiteiten van de drukkerij "Desclée-De Brouwer" aan de Houtkaai kwamen er zich andere bedrijven vestigen. De achterliggende gronden werden verkaveld en er kwamen nieuwe straten, waarvan de naam "Drukkersstraat" verwijst naar de bloeiperiode van de drukkerij "Desclée-De Brouwer".
Er vonden een functieverschuivingen plaats. De blikslagerij "De Clerck", sinds 1908 gevestigd in de Dirk Boutsstraat, verhuisde in 1977 naar het industrieterrein Blauwe Toren.
In 1986-1989 wijzigde het straatbeeld aan de Scheepsdalelaan grondig door bouw- en verbouwingswerken aan de vroegere gasfabriek, later Electrabel, nu Eandis.

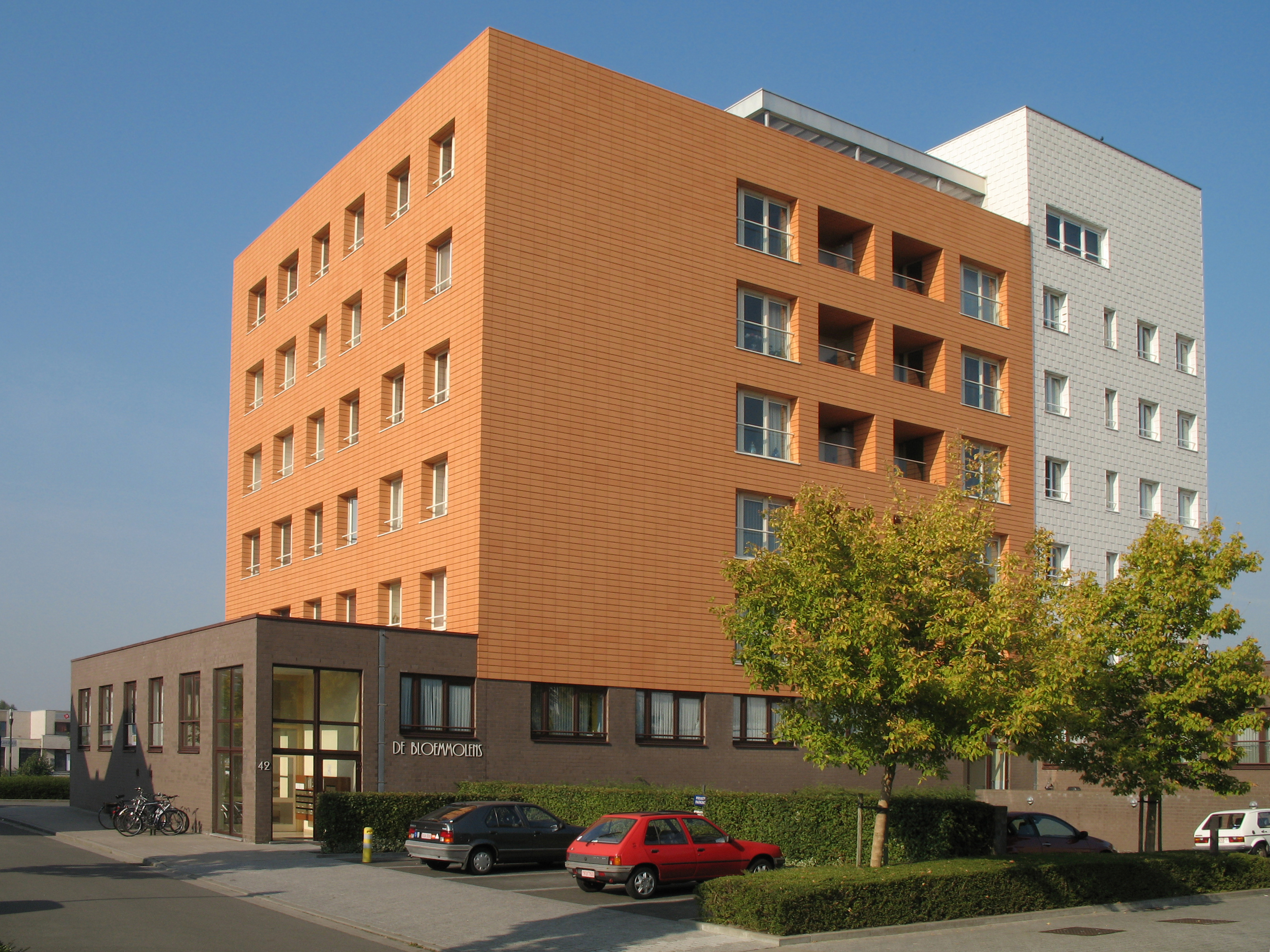
De gerenoveerde oude bloemmolens, thans flatgbouw.

De vroegere bedrijfsgebouwen in de Diksmuidestraat werden afgebroken of kregen een nieuwe functie. Na het faillissement van de "Bloemmolens De Wulf" moest een nieuwe functie voor dit gebouwencomplex gezocht worden. De gebouwen werden aangekocht door de Interbrugse Maatschappij voor Huisvesting. In de leegstaande gebouwen werden flats ondergebracht. Voor de "Nieuwe Molens" was een complex met kantoren, horeca en woningen voorzien, maar een brand in 1991 maakte een eind aan dit project. Later werden de resterende gebouwen van de "Nieuwe Molens" alsnog gerenoveerd en uitgebreid met een nieuwbouw aan de kanaalzijde, om er appartementen in onder te brengen.

## Bevrijdingsfeesten
Op het einde van de Tweede Wereldoorlog werd Brugge bevrijd door de Manitoba Dragoons van het Canadese leger. Zij trokken de stad binnen via Kristus-Koning. De Canadabrug, in de volksmond de Bizonbrug of Buffelbrug, herinnert eraan. Deze brug is versierd met twee bizons, symbool van Manitoba, gemaakt door beeldhouwer Octave Rotsaert. Jaarlijks worden op of rond 12 september de gesneuvelde Canadezen er herdacht, tijdens de bevrijdingsfeesten.

## Bezienswaardigheden
- de Christus Koningkerk, gebouwd in neoromaanse stijl in 1931-193;
- de Canadabrug (alias "Buffelbrug" of "Bizonbrug") met bizonbeelden;
- het Jan Guilinibad: in 1928-'30 werd dit voor Brugge eerste overdekte zwembad, 'de stedelijke zwemschool', gebouwd naar het ontwerp van medewerkers van de eigen Technische Dienst. De structuur van het zwembad bleef behouden, enkel de badhokjes werden vernieuwd. Dit gebouw kreeg na de Tweede Wereldoorlog de naam van de bekende Brugse zwemmer Jan Guilini.

## Verkeer en vervoer
De belangrijkste verkeersassen langs of door Kristus-Koning zijn de eerder aangehaalde verkeersassen die de wijk begrenzen en de Scheepsdalelaan (N9) doorheen de wijk. De Scheepsdalelaan vormt ook de scheiding tussen het Stübbenkwartier en de rest van Kristus-Koning.
Lijn 9 van de Brugse stadsbussen bedient het zuiden van de wijk, lijn 14 het noorden en de lijnen 3 en 13 lopen er centraal doorheen, alsook de streeklijnen 31, 33 en 35